# Кларк, Киран
Ки́ран Кларк (англ. Ciaran Clark; родился 29 сентября 1989, Харроу, Англия) — ирландский футболист, защитник клуба «Сток Сити». Играл за сборную Ирландии.

## Клубная карьера
Хотя родился в Лондоне, в возрасте одиннадцати лет переехал в Бирмингем, в академию «Астон Виллы». Там он стал капитаном академии (до 18 лет) и заработал чемпионский титул, выиграв английскую Премьер-лигу среди дублирующих команд. Впервые попал в заявку основной команды в матче Кубка УЕФА 2008/2009 против московского ЦСКА, но остался в запасе.
30 августа 2009 года он дебютировал за основную команду в матче с «Фулхэмом», который закончился победой «Астон Виллы» (2:0). Его выход был связан с травмой основного защитника Кертиса Дэвиса, на тот матч он вышел в паре с Карлосом Куэльяром. Несмотря на грозное партнёрство с такими игроками, как Ричард Данн и Джеймс Коллинз, Киран всё же смог закрепиться в первой команде. Его второе появление за основную команду «Астон Виллы» было в матче Кубка Англии против «Брайтон энд Хоув Альбион», тот матч закончился победой «Астон Виллы» (3:2). В ноябре 2009 года он продлил контракт до 2012 года.
Кларк появлялся на поле в двух первых матчах Премьер-лиги сезона 2010/2011 против «Вест Хэма» и «Ньюкасла», в этих матчах ворота «Астон Виллы» оставались «сухими». В этом году на посту главного тренера произошли изменения, клуб возглавил Жерар Улье вместо ушедшего в отставку Мартина О’Нила, дебют при новом наставнике состоялся в матче Кубка Лиги против «Блэкберн Роверс». После он подряд выходил в основном составе в матчах национального чемпионат против «Бирмингема», «Фулхэма», «Блэкпула», это произошло из-за большего количества травм в середине атаки. 27 ноября 2010 года Кларк забил свой первый мяч в игре против «Арсенала», но команде это не помогло, «Астон Вилла» проиграла этот матч (4:2).
13 июля 2022 года Кларк присоединился к клубу из чемпионшип «Шеффилд Юнайтед» на правах аренды.

## Карьера в сборной
Кларк был капитаном юношеской сборной Англии (до 19 лет), с ним команда прошла квалификацию на молодёжное Евро-2008, сам же Киран участвовал в шести из пяти матчах. На главном турнире не участвовал, из-за травмы лодыжки, полученной на тренировке. После, он был переведён в
молодёжную сборную Англии (до 20 лет), где впоследствии тоже стал капитаном.
В конце сентября 2010 года Футбольная ассоциация Ирландии послала своих скаутов и бывшего тренера молодёжной сборной Дона Гивенса, посмотреть потенциального новичка сборной в матче с «Блэкберном».
5 января 2010 года Кларк заявил, что продолжит карьеру в сборной Ирландии. Большую роль в его переходе сыграл одноклубник Кирана и защитник сборной Ричард Данн, который уговорил игрока. 12 ноября 2010 года Кларк попал в заявку на товарищеский матч со сборной Норвегии. 8 февраля 2011 года он дебютировал в матче со сборной Уэльса на стадионе «Авива».

## Статистика

### Клубная
| Клуб             | Сезон            | Национальный чемпионат | Национальный чемпионат | Национальный чемпионат | Национальные кубки | Национальные кубки | Еврокубки | Еврокубки | Всего | Всего |
| Клуб             | Сезон            | Лига                   | Игры                   | Голы                   | Игры               | Голы               | Игры      | Голы      | Игры  | Голы  |
| ---------------- | ---------------- | ---------------------- | ---------------------- | ---------------------- | ------------------ | ------------------ | --------- | --------- | ----- | ----- |
| Астон Вилла      | 2009/10          | Премьер-лига           | 1                      | 0                      | 0                  | 0                  | 0         | 0         | 1     | 0     |
| Астон Вилла      | 2010/11          | Премьер-лига           | 19                     | 3                      | 6                  | 1                  | 0         | 0         | 25    | 4     |
| Астон Вилла      | 2011/12          | Премьер-лига           | 15                     | 1                      | 3                  | 1                  | 0         | 0         | 18    | 2     |
| Астон Вилла      | 2012/13          | Премьер-лига           | 29                     | 1                      | 6                  | 0                  | 0         | 0         | 35    | 1     |
| Астон Вилла      | 2013/14          | Премьер-лига           | 27                     | 0                      | 1                  | 0                  | 0         | 0         | 28    | 0     |
| Астон Вилла      | 2014/15          | Премьер-лига           | 25                     | 1                      | 4                  | 0                  | 0         | 0         | 29    | 1     |
| Астон Вилла      | 2015/16          | Премьер-лига           | 18                     | 1                      | 5                  | 1                  | 0         | 0         | 23    | 2     |
| Всего за карьеру | Всего за карьеру | Всего за карьеру       | 134                    | 7                      | 25                 | 3                  | 0         | 0         | 159   | 10    |

### Международная
| Матчи Кларка за сборную Ирландии | Матчи Кларка за сборную Ирландии | Матчи Кларка за сборную Ирландии | Матчи Кларка за сборную Ирландии | Матчи Кларка за сборную Ирландии | Матчи Кларка за сборную Ирландии |
| №                                | Дата                             | Оппонент                         | Счёт                             | Голы Кларка                      | Соревнование                     |
| -------------------------------- | -------------------------------- | -------------------------------- | -------------------------------- | -------------------------------- | -------------------------------- |
| 1                                | 8 февраля 2011                   | Уэльс                            | 0:3                              | -                                | Товарищеский матч                |
| 2                                | 29 февраля 2011                  | Уругвай                          | 3:2                              | -                                | Товарищеский матч                |

Итого: 2 матча / 0 голов забито; 1 победа, 0 ничьих, 1 поражение.
(откорректировано по состоянию на 8 февраля 2011)

## Достижения
- Чемпион Премьер-лиги академии: 2007/08
- Обладатель Мирового кубка: 2009[5]
- Чемпион Премьер-лиги резервистов: 2008/09